# Leptomyrmex mjobergi
Leptomyrmex mjobergi is een mierensoort uit de onderfamilie van de Dolichoderinae. De wetenschappelijke naam van de soort is voor het eerst geldig gepubliceerd in 1915 door Auguste Forel.
De soort werd ontdekt door Eric Mjöberg in Queensland (Australië).